# Assad Zaman
Assad Zaman (10 maggio 1990) è un attore britannico.

## Biografia
Figlio di immigrati bengalesi, Assad Zaman è nato in Inghilterra ed è cresciuto a Newcastle upon Tyne; ha studiato recitazione alla Manchester School of Theatre, diplomandosi nel 2013. Ha esordito sulle scene londinesi nel 2014 con Behind the Beautiful Forever al National Theatre, mentre l'anno successivo ha fatto il suo debutto televisivo nella serie TV di Channel 4 Cucumber. 
Negli anni successivi ha recitato in serie televisive come Apple Tree Yard, Vera e Small Axe, mentre tra il 2022 e il 2023 ha interpretato il ruolo del dottor Anish Sengupta nella serie televisiva Hotel Portofino. Dal 2022 interpreta Armand nella serie Interview with the Vampire.
Parallelamente all'attività televisiva, Zaman è molto attivo sulle scene teatrali e dal 2017 ha recitato regolarmente con la Royal Shakespeare Company a Stratford-upon-Avon, apparendo nelle tragedie Salomé, Coriolano e Giulio Cesare, mentre nel 2020 ha interpretato il ruolo principale di Florizel ne Il racconto d'inverno.

## Filmografia

### Televisione
- Cucumber - serie TV, episodio 1x6 (2016)
- Apple Tree Yard - In un vicolo cieco (Apple Tree Yard) - serie TV, 3 episodi (2017)
- Vera - serie TV, episodio 9x2 (2019)
- Our Girl - serie TV, episodio 4x2 (2020)
- Small Axe - serie TV, episodio 1x3 (2020)
- Hotel Portofino - serie TV, 12 episodi (2022-2023)
- Interview with the Vampire - serie TV (2022-)

## Teatro (parziale)
- Behind the Beautiful Forevers. National Theatre di Londra (2013)
- Sogno di una notte di mezza estate. New Wolsey Theatre di Ipswich (2015)
- Le armi e l'uomo. Watford Palace Theatre di Watford (2016)
- Salomè. Royal Shakespeare Theatre di Stratford (2017)
- Coriolano. Royal Shakespeare Theatre di Stratford (2017)
- Giulio Cesare. Royal Shakespeare Theatre di Stratford (2018)
- Denti bianchi. Kiln Theatre di Londra (2018)
- Casa di bambola. Lyric Theatre di Londra (2019)
- Il racconto d'inverno. Royal Shakespeare Theatre di Stratford (2020)

## Doppiatori italiani
- Alex Polidori in Hotel Portofino